# Sankhata
Ne doit pas être confondu avec sankhāra.
Sankhata (pali, samskrita (sanskrit)) désigne dans le bouddhisme n'importe quel phénomène produit ou conditionné. L'opposé est asankhata, « l'inconditionné, le non-formé », qui désigne le nibbāna.

## Référence
1. ↑  (en) A Dictionary of Buddhism par Damien Keown publié par Oxford University Press,  (ISBN 9780192800626), page 248.
2. ↑  Nyanatiloka, Vocabulaire pali-français des termes bouddhiques, Adyar, 1995.